# Navegación animal

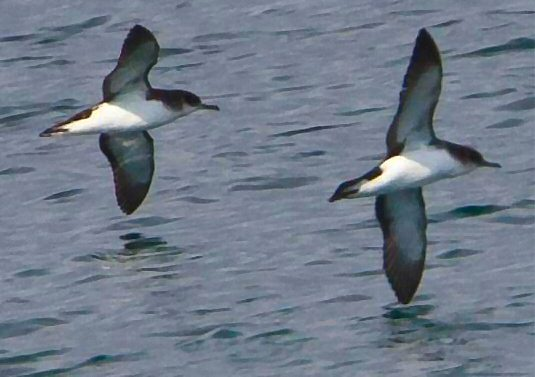
La pardela pichoneta puede regresar a su territorio en línea directa recorriendo miles de kilómetros sobre tierra o agua.

La navegación animal es la capacidad que tienen algunos animales de orientarse sin mapas ni instrumentos. Aves como el gaviotín ártico, insectos como la mariposa monarca y peces como el salmón realizan migraciones de miles de kilómetros muchas otras especies realizan migraciones similares y aun muchas otras más recorren distancias menores. Estas son capaces de regresar a su hábitat.

## Mecanismos
Se han propuesto muchos mecanismos. Los investigadores vieron que las explicaciones más simples no eran suficientes en muchos casos ya que algunos animales son capaces de orientarse en la oscuridad cuando está numblado y no se pueden ver los puntos de referencia o datos celestiales como el sol, la luna o las estreellas. Se han formulado otras hipótesis y acumulado evidencia de algunas de ellas. Numerosos estudios prueban que existen otros mecanismos. A continuación se ilustran algunos.

### Recuerdo de puntos de referencia
Muchos animales, tales como mamíferos, aves e insectos (como abejas y las avispas, Ammophila y Sphex), son capaces de memorizar puntos de referencia y de usarlos para orientarse.

### Orientación por el sol

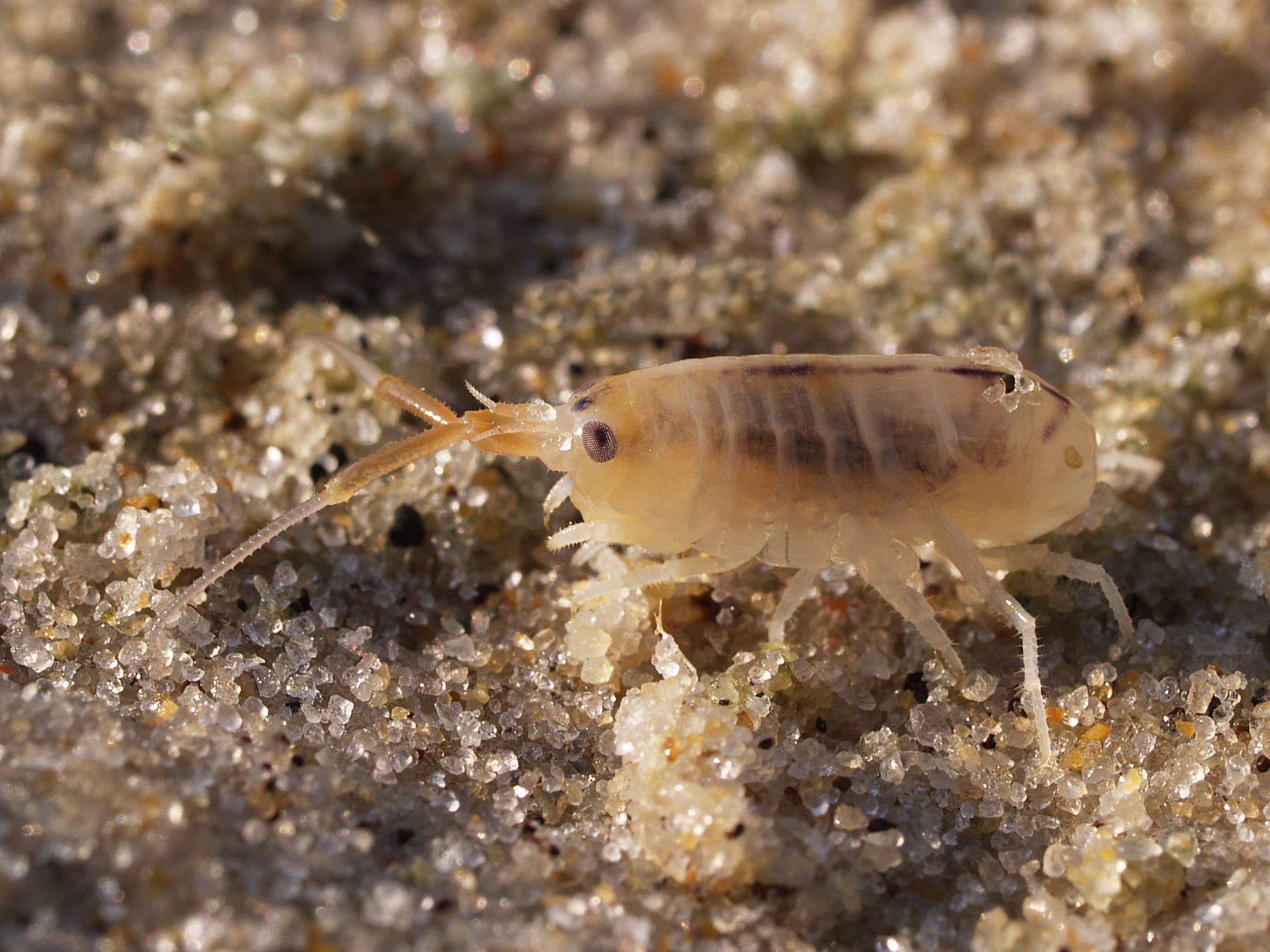
La pulga de playa Talitrus saltator usa el sol y su ritmo circadiano para determinar la dirección

Algunos animales se guían por la posición del sol. Como el sol se mueve en el cielo, este tipo de navegación requiere un reloj interno. Muchos animales dependen de su reloj circadiano. Peces, aves, tortugas marinas, mariposas, abejas, pulgas de mar, reptiles y hormigas se cuentan entre los animales que poseen estas facultades.

### Orientación por el cielo nocturno
En un experimento Lockley mostró que una reinita colocada en un planetario se orientaba por las estrellas para volar hacia el sur. Cuando el cielo del planetario rotaba gradualmente el ave adaptaba su vuelo, siempre dirigiéndose en la dirección que las constelaciones indicaban que era el sur. Lockley concluyó que las aves necesitan un sextante y un cronómetro internos para navegar por las estrellas.

### Orientación por la luz polarizada
Algunos animales, notablemente ciertos insectos como la abeja doméstica son sensible a la polarización de la luz. La abeja melífera puede usar la luz polarizada en días nublados para estimar la posición del sol en el cielo, relativa a la dirección de su brújula interna para viajar. Karl von Frisch demostró que las abejas pueden identificar la dirección y distancia entre la colmena y una fuente de alimentos, como un grupo de flores con abundante néctar. Una obrera regresa al nido y comunica tal información a sus hermanas por medio de su danza. Sus compañeras que la observan pueden localizar la fuente de alimentos con la información suministrada, aunque algunos biólogos piensan que tal vez no sea así, sino que simplemente son estimuladas a ir en busca de alimento.

La paloma mensajera puede retornar a su hogar fácilmente guiándose por el campo magnético de la Tierra.

### Magnetorrecepción
Algunos animales, incluyendo la rata marmota ciega (Spalacidae) y pájaros como algunas palomas perciben el campo magnético de la Tierra.

### Olfato

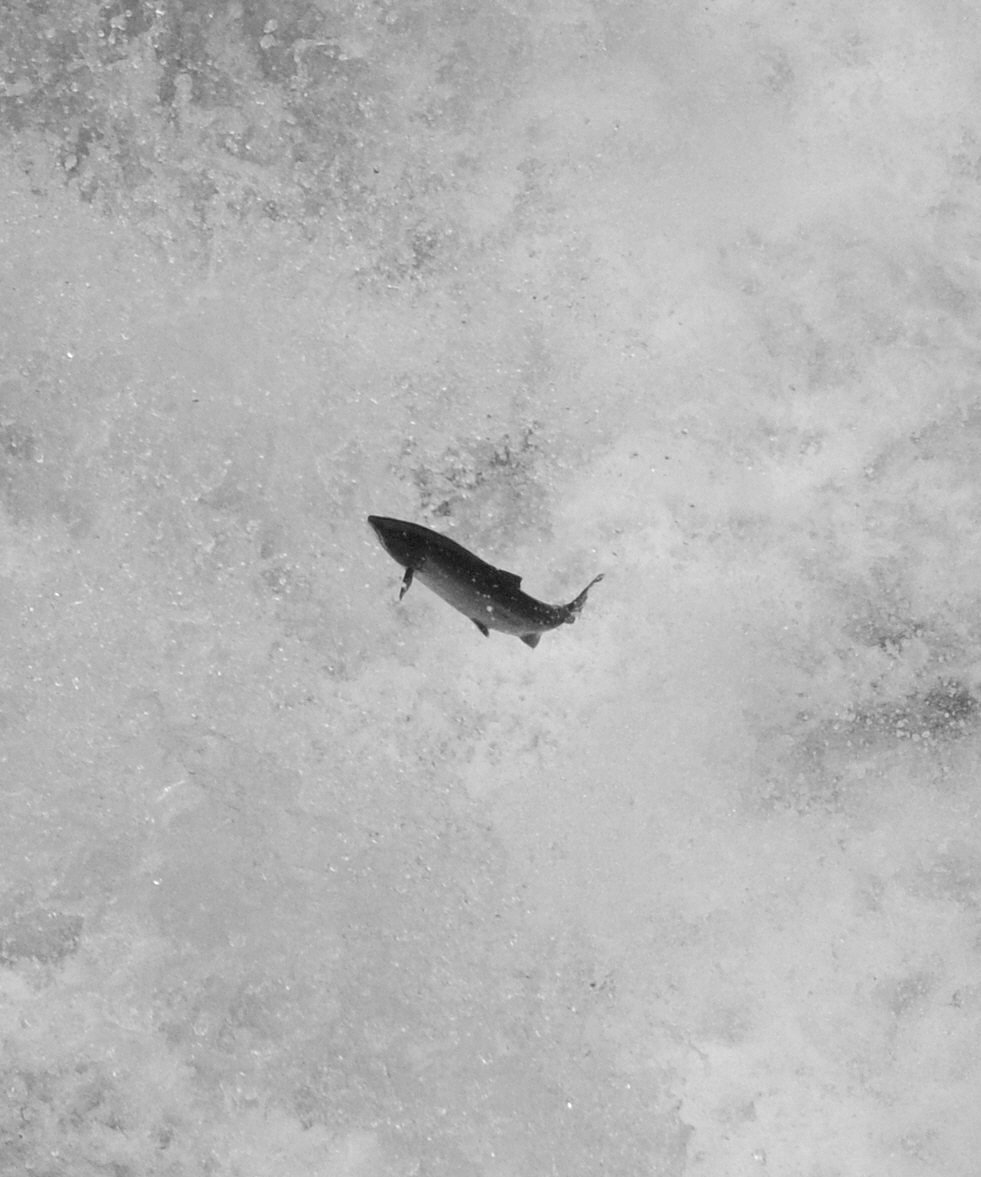
Los salmones que regresan al lugar de nacimiento pueden usar olores como guías

Algunos animales memorizan olores y crean un mapa mental de olores.

### Receptores de la gravedad
Las palomas mensajeras pueden percibir las variantes regionales en la gravedad. Esto se ha estudiado con sistemas de posicionamiento global (GPS).

### Otros sentidos
Los biólogos también han encontrado que otros sentidos contribuyen a la migración animal. Muchos animales marinos usan recepción hidrodinámica que les permite seguir a sus presas gracias a un sentido de los disturbios causados en el agua por el movimiento de los peces. Animales marinos como los delfines y muchos murciélagos usan ecolocalización para percibir el ambiente que los rodea y para ubicar a sus presas.